# S/2019 S 11
S/2019 S 11 — природний супутник Сатурна. Відкритий 8 травня 2023 року Скоттом Шеппардом, Девідом Джуїттом, Бреттом Гледменом, Едвардом Ештоном, Жан-Марком Петі та Майком Александерсеном зі спостережень, зроблених між 5 січня 2005 року та 9 липня 2021 року.
Діаметр S/2019 S 11 – близько 4 км, велика піввісь – 20 663 700 км, орбітальний період – 1115 земної доби. Обертається навколо Сатурна зі зворотним орбітальним рухом під нахилом 144,6° до площини екліптики, ексцентриситет орбіти – 0,513. S/2019 S 11 належить до скандинавської групи і лідирує серед найдальших супутників Сатурна через високий ексцентриситет.